# Бахем, Карл
Карл Йозеф Эмиль Бахем (нем. Karl Bachem; 22 сентября 1858, Кёльн — 11 декабря 1945, Штайнфурт ) — немецкий политик, юрист, доктор права, видный деятель партии центра Германии, член германского рейхстага.
Сын издателя, ежедневной газеты для немецких католиков. После окончания гимназии в 1876 году изучал право в университетах Страсбурга и Берлина. В 1880 году получил докторскую степень. Служил в прусской армии. В 1887 году поселился в Кёльне, где трудился юристом. 
Активно работал в партии Центра и Народном объединении католической Германии 
, в 1890 году был избран депутатом Рейхстага Германской империи. В возрасте 32 лет был самым молодым депутатом рейхстага. В 1893 – 1904 годах – член Прусской палаты представителей.
В партии центра Бахем принадлежал, к так называемому, реформаторскому крылу и открыто выступал за межконфессиональную партию. 
Работал над проектом нового Гражданского кодекса, вступившего в силу в 1900 году, сыграл в его разработке ключевую роль, в частности, в принятии нового закона о браке и семье германского гражданского уложения.